# Asociación Deportiva Ciudad de Guadalajara

La Asociación Deportiva Ciudad de Guadalajara, también conocido como BM Guadalajara, es un club de balonmano de Guadalajara (España) que milita en la División de Honor Plata. Fue fundado en 2007 y en sólo tres temporadas consiguió ascender de Primera División Nacional de balonmano a la Liga ASOBAL.
El 6 de diciembre de 2017, en la Jornada 13 de la Liga ASOBAL 2017-18, el Quabit Guadalajara forzó en el pabellón David Santamaría un empate con el F. C. Barcelona Lassa (26-26), que llevaba 133 partidos seguidos ganando en la Liga Asobal desde que perdió el 19 de mayo de 2013 en la pista del por entonces Naturhouse La Rioja, en la penúltima jornada de la Liga ASOBAL 2012-13.
Al término de la primera vuelta de la Liga ASOBAL 2017-18 quedó clasificado en segunda posición por lo que participó, por primera vez, en la Copa ASOBAL 2017.

## Plantilla 2024-25
|  | Porteros - 01 Tobias Lantz - 02 Jorge Blanco - 32 Nicolás García - 36 Gerard Forns Extremos izquierdos - 05 Pancho Lombardi - 14 José Luis Román Extremos derechos - 11 Rodrigo Manuel Román - 13 Óscar Moreno - 19 Fábio Chiuffa - 39 Santi Simón Pívots - 23 Miguel Llorens - 29 Marcos Dorado - 47 Jakub Sladkowski - 55 Álvaro García | Laterales izquierdos - 04 Vicente Manuel Poveda - 07 Haitz Gorostidi - 77 Juan Antonio Jodar Centrales - 21 Jesús Arribas - 24 Piotr Mielczarski - 52 Alberto Serradilla Laterales derechos - 09 Manuel Falcón - 31 José Gregorio Palacios |

### Cuerpo técnico
- Entrenador: Juan Carlos Requena
- Ayte. Entrenador: Ricardo Mateo
- Preparador Físico: Eduardo Espinilla
- Fisioterapeuta: Ane Bilbao
- Delegado: Pablo Plaza
- Médico: Ana Mari Slocker

## Historia

### 2007/2008
La temporada en la cual la ciudad de Guadalajara consigue volver a tener un equipo de balonmano profesional. De la mano del Grupo Inmobiliario Reálitas se consigue crear la Asociación Deportiva Ciudad de Guadalajara. El entrenador y exjugador internacional de balonmano, Fernando Bolea, y su equipo, destacando Velo Rajic como jugador estrella, consiguieron llevar al Reálitas Balonmano a la fase de ascenso en la que el objetivo era el ascenso a División de Honor B. Con un polideportivo abarrotado de gente, el Reálitas Balonmano conseguía el objetivo de la temporada, proclamándose campeones de España y consiguiendo el ascenso a División de Honor B.

### 2008/2009
Una temporada nueva, con un equipo renovado cargado de ilusiones debido a las nuevas incorporaciones entre las que destacan la de Sergio de la Salud, Andrés Epeldegui y Cristian Canzoniero. El Reálitas Balonmano consiguió superar con comodidad al Pozoblanco en la semifinal de la fase de ascenso. Tras una dura final contra el Cangas, el conjunto alcarreño caía derrotado por 25-21.

### 2009/2010
Una temporada de ensueño, así se podría resumir la temporada en la que el club sufrió un cambio de nombre debido a la entrada de Rayet como máximo patrocinador del club alcarreño. Rayet BM Guadalajara batía un récord histórico, siendo el primer equipo de balonmano de la historia en conseguir ascender a la máxima categoría nacional en un periodo de tres años. La fase final para el ascenso a Asobal se disputaba en la ciudad de Guadalajara, en concreto, en el pabellón San José. El conjunto alcarreño se imponía en las semifinales ante un viejo rival como era el Palma Naranja (30-27). Tras unas semifinales muy disputadas, se presentaba una final apasionante contra el Pozoblanco. El 30 de mayo de 2010, el Rayet BM Guadalajara volvía a convertirse en la peor pesadilla del conjunto cordobés tras ganar en la tanda de penaltis con un gol histórico del pivote Andrés Epeldegui. La ciudad de Guadalajara se llenaba de ilusión tras poder volver a disfrutar del mejor balonmano nacional 14 años más tarde de su desaparición en 1996.

### 2010/2011
Una temporada en la que el club alcarreño contaba con un nuevo patrocinador, Quabit Inmobiliaria pasaba a ser el mayor apoyo económico del club y por lo tanto una gran ayuda para este. El Quabit BM Guadalajara es recordado esta temporada por sus remontadas heroicas gracias a un equipo, que sin grandes incorporaciones, acabó en decimotercera plaza. La ciudad volvía a despertar gracias a la máxima categoría nacional de balonmano la cual permitía a la ciudad de Guadalajara disfrutar de grandes estrellas a nivel mundial.

### 2011/2012
Una temporada muy difícil para el club alcarreño el cual acabó en decimocuarta tras unas duras últimas jornadas en las que los jugadores del Quabit BM Guadalajara consiguió aferrarse a la máxima categoría nacional de balonmano.

### 2012/2013
Mateo Garralda, el que fuese campeón del mundo en 2005 con la selección española de balonmano, y uno de los mejores jugadores de la historia del balonmano nacional, sería nombrado entrenador del Quabit BM Guadalajara. En cuanto a la plantilla, el conjunto alcarreño incorporó nuevos jugadores que serían clave en la mejor primera vuelta del equipo en Asobal, acabando octavos. Sin embargo el club alcarreño se desinfló tras la marcha de jugadores importantes a Catar. El Quabit BM Guadalajara finalizó la temporada en decimotercera posición.

### 2013/2014
Una plantilla de mucho nivel deportivo, destacando Víctor Vigo como la incorporación más destacada, afrontaba la cuarta temporada del BM Guadalajara en Asobal. El conjunto alcarreño terminaba una fantástica primera vuelta terminando en puestos europeos. La segunda vuelta fue decepcionante debido a los problemas económicos que sufrió el club. A pesar de todo esto, el club finalizó en la mejor posición de su historia, octava posición. En esta temporada el club cambió los colores de su equipación al color de la ciudad de Guadalajara, morado.

### 2014/2015
Tras el abandono de Mateo Garralda, Cesar Montés se convertía en el entrenador del BM Guadalajara. Un grupo de jugadores, con incorporaciones como la de Chema Márquez,  consiguieron conformar un grupo más unido y motivado. Acabó undécimo de la máxima categoría nacional de balonmano y consiguió firmar una temporada en la que el equipo renovado supo acoplarse a dificultad de esta categoría.

### 2015/2016
Los nuevos fichajes funcionaron y BM Guadalajara realizó una fantástica primera vuelta. La pérdida del pivote brasileño Ales Silva fue notoria en la segunda vuelta. Pero el conjunto alcarreño fichó al pivote español Pedro Fuentes, el cual ya había jugado con el entrenador César Montes. El club alcarreño consiguió salvar los muebles y quedar duodécimos de la liga Asobal. Durante esta temporada, el Quabit BM Guadalajara disputaría un encuentro histórico en el palacio multiusos contra la selección de Catar.

### 2016/2017
Un año en el que el Quabit BM Guadalajara presentaba una fantástica plantilla. Pero las lesiones hicieron mella en el rendimiento del club alcarreño el cual se recompuso y consiguió finalizar la temporada manteniéndose en Asobal. César Montes, se vio obligado a realizar nuevas alineaciones y gracias a ello consiguió sacar el máximo de los jugadores. Durante la temporada el pabellón David Santamaría se iba llenando cada vez más debido a la emoción del balonmano.

### 2017/2018
La temporada 2017/2018 fue un éxito para el Quabit BM Guadalajara. Con caras nuevas en la plantilla, los jugadores de César Montes consiguieron lograr una primera vuelta fascinante terminando cuartos. Tras terminar en esta posición, el club tuvo el privilegio de poder competir en la copa de España la cual disputaban los 4 mejores equipos de Asobal. El club alcarreño se quedó en semifinales de esta competición. Tras una fantástica primera vuelta, el conjunto alcarreño se desinfló pero consiguió igualar el mejor resultado de su historia acabando octavos. El Quabit BM Guadalajara consiguió llenar de ilusión a la afición alcarreña la cual llenaba el pabellón David Santamaría en cada cita de balonmano.

## Temporadas
| Temporada | Categoría               | Posición en liga regular | Play off de ascenso | Copa del Rey | Principal Patrocinador |
| --------- | ----------------------- | ------------------------ | ------------------- | ------------ | ---------------------- |
| 2007-2008 | Primera Nacional        | 2.º                      | 1.º (Asciende)      | -            | Reálitas               |
| 2008-2009 | División de Honor B     | 3.º                      | 2.º (No asciende)   | -            | Reálitas               |
| 2009-2010 | División de Honor Plata | 2.º                      | 1.º (Asciende)      | -            | Rayet                  |
| 2010–2011 | Liga ASOBAL             | 13.º                     | -                   | -            | Quabit                 |
| 2011–2012 | Liga ASOBAL             | 14.º                     | -                   | -            | Quabit                 |
| 2012–2013 | Liga ASOBAL             | 13.º                     | -                   | 1/8          | Quabit                 |
| 2013–2014 | Liga ASOBAL             | 8.º                      | -                   | 1/8          | Quabit                 |
| 2014-2015 | Liga ASOBAL             | 11.º                     | -                   | 1/8          | Quabit                 |
| 2015-2016 | Liga ASOBAL             | 12.º                     | -                   | 2.ªR         | Quabit                 |
| 2016-2017 | Liga ASOBAL             | 11.º                     | -                   | 3.ªR         | Quabit                 |
| 2017-2018 | Liga ASOBAL             | 8.º                      | -                   | 1/4          | Quabit                 |
| 2018-2019 | Liga ASOBAL             | 12.º                     | -                   | 1/4          | Quabit                 |
| 2019-2020 | Liga ASOBAL             | 7.º                      | -                   | -            | Quabit                 |
| 2020-2021 | Liga ASOBAL             | 15.º                     | -                   | -            | Quabit                 |
| 2021-2022 | División de Honor Plata | 1.º                      | -                   | 1/32         | Quabit                 |
| 2022-2023 | LIGA ASOBAL             | 15.º                     | -                   | 1/4          | Cívitas                |
| 2023-2024 | División de Honor Plata | 1.º                      | -                   | 3.ªR         | -                      |